# Respect for Marriage Act

USA:s stora sigill.

Respect for Marriage Act (svenska: Respekt för äktenskapslagen) är en amerikansk federal lag som upphäver Defense of Marriage Act och kodifierar den federala definitionen av äktenskap till att inkludera samkönade dito. Lagen röstades igenom av senaten (61–36) den 29 november 2022, av representanthuset den 8 december 2022 (258–169) och skrevs under av USA:s president Joe Biden den 13 december 2022. 

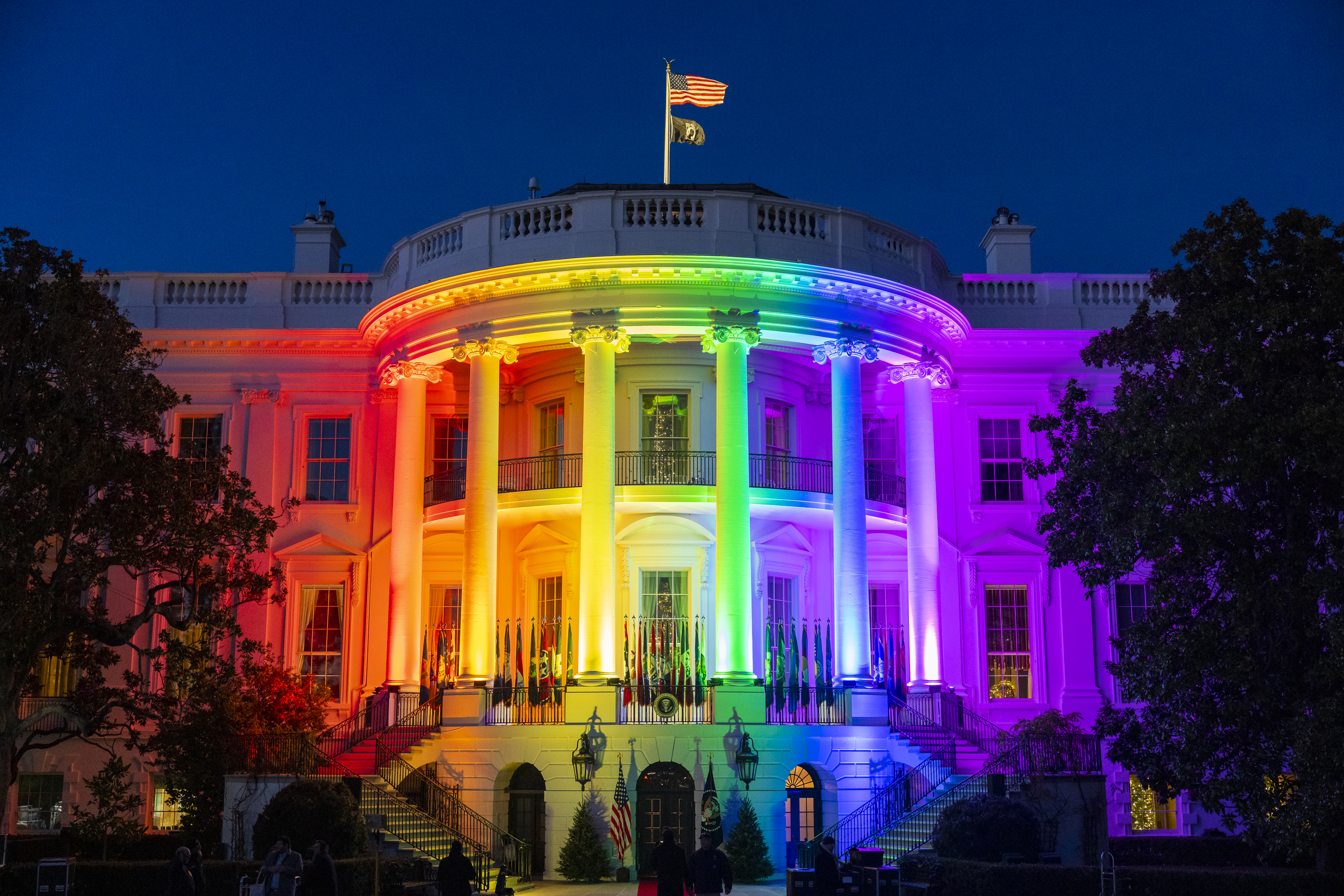
Vita huset lyses upp i regnbågens färger efter att Respect for Marriage Act blivit lag.

## Bakgrund
Den 21 september 1996 skrev president Bill Clinton under Defense of Marriage Act efter att den godkänts av representanthuset (342–67) och senaten (85–14). Lagen definierar äktenskap som en rättslig union mellan en man och en kvinna. Den möjliggör även så att delstater inte behöver erkänna samkönade äktenskap som skett i andra delstater. Den första delen förklarades grundlagsvidrig av Högsta domstolen 2013 i Förenta staterna mot Windsor. Således blev USA:s federala statsmakt tvungen att erkänna samkönade äktenskap som skett i delstaterna. År 2015 beslutade Högsta domstolen att samkönade par har en fundamental rättighet att gifta sig och att delstaterna måste anpassa sig efter detta i Obergefell mot Hodges. Därmed blev den senare delen av Defense of Marriage Act ej möjlig att upprätthålla.

## Lagtext
Lagtexten i Respect for Marriage Act så som den godkändes av senaten och representanthuset lyder som följer, i svensk inofficiell översättning:
| SEKTION 1. KORT TITEL. Denna lag må citeras som ”Respekt för äktenskapslagen”. SEKT. 2. RESULTAT. Kongressen finner följande: (1) Ingen förening är djupare än äktenskapet, för det förkroppsligar de högsta idealen om kärlek, trohet, hängivenhet, uppoffring och familj. (2) Olika uppfattningar om könsrollen i äktenskapet innehas av rimliga och uppriktiga människor baserat på anständiga och hedervärda religiösa eller filosofiska premisser. Därför bekräftar kongressen att sådana människor och deras olika övertygelser bör respekteras. (3) Miljontals människor, inklusive par av olika raser och samkönade par, har ingått äktenskap och åtnjutit de rättigheter och privilegier som är förknippade med äktenskap. Par som enas i äktenskap förtjänar att ha den värdighet, stabilitet och fortlöpande skydd som äktenskapet ger familjer och barn. SEKT. 3. UPPHÄVANDE AV SEKTION SOM LAGTS TILL I TITEL 28, FÖRENTA STATERNAS KODEX, GENOM SEKTION 2 I FÖRSVAR AV ÄKTENSKAP-LAGEN. Sektion 1738C i titel 28, Förenta staternas kodex, är upphävd. SEKT. 4. FULL TRO- OCH KREDITVÄRDIGHET GES TILL JÄMSTÄLLDHET I ÄKTENSKAP. Kapitel 115 i titel 28, Förenta staternas kodex, ändrad genom denna lag, ändras ytterligare genom att efter avsnitt 1738B infoga följande: ”§ 1738C. Vissa handlingar, register och förfaranden och effekten av dessa ”(a) ALLMÄNT.—Ingen person som agerar i enlighet med delstatlig lag får neka— ”(1) full tro- och kreditvärdighet åt någon offentlig handling, register eller rättsligt förfarande i någon annan delstat som gäller ett äktenskap mellan 2 individer, på grund av dessa individers kön, ras, etnicitet eller nationellt ursprung; eller ”(2) en rättighet eller ett anspråk som härrör från ett sådant äktenskap på grund av att sådant äktenskap inte skulle erkännas enligt lagen i den staten på grund av dessa individers kön, ras, etnicitet eller nationella ursprung. ”(b) UPPRÄTTHÅLLANDE AV JUSTITIEMINISTERN.—Justitieministern kan väcka civilrättslig anspråk vid lämplig distriktsdomstol i Förenta staterna mot varje person som bryter mot undersektion (a) för föreläggande. ”(c) ENSKILD RÄTT TILL TALAN.—Varje person som skadas av en kränkning av undersektion (a) kan väcka en civilrättsligt anspråk vid lämplig distriktsdomstol i Förenta staterna mot den person som brutit mot sådan undersektion för föreläggande. ”(d) DEFINITION DELSTAT.—I denna sektion har termen ”delstat” den betydelse som ges i sektion 7 i titel 1.”. SEKT. 5. ERKÄNNANDE AV ÄKTENSKAP. Sektion 7 i titel 1, Förenta staternas kodex, ändras till att lyda enligt följande: ”§ 7. Äktenskap ”(a) I samband med någon federal lag, regel eller förordning där civilstånd är en faktor, ska en individ anses vara gift om den personens äktenskap är mellan 2 individer och är giltigt i den delstat där äktenskapet ingicks eller, när det gäller ett äktenskap som ingåtts utanför någon delstat, om äktenskapet är mellan 2 individer och är giltigt på den plats där det ingicks och äktenskapet kunde ha ingåtts i en delstat. ”(b) I denna sektion avser termen ’delstat’ en delstat, Columbiadistriktet, Samväldet Puerto Rico eller något annat territorium eller besittning i USA. ”(c) Vid tillämpning av undersektion (a), för att avgöra om ett äktenskap är giltigt i en delstat eller den plats där det ingicks, om utanför någon delstat, ska endast lagen i den jurisdiktion som var tillämplig vid den tidpunkt då äktenskapet ingicks övervägas.” SEKT. 6. INGEN PÅVERKAN PÅ RELIGIÖS FRIHET OCH SAMVETE. (a) ALLMÄNT.—Ingenting i denna lag, eller någon ändring som görs av denna lag, ska tolkas för att minska eller upphäva en religionsfrihet eller ett samvetsskydd som annars är tillgängligt för en individ eller organisation enligt Förenta staternas grundlag eller federal lag. (b) VAROR ELLER TJÄNSTER.—I överensstämmelse med det första tillägget till konstitutionen, ideella religiösa organisationer, inklusive kyrkor, moskéer, synagogor, tempel, icke-konfessionella ministerier, interkonfessionella och ekumeniska organisationer, missionsorganisationer, trosbaserade sociala myndigheter, religiösa utbildningsinstitutioner, och ideella enheter vars huvudsakliga syfte är att studera, utöva eller främja religion, och någon anställd i en sådan organisation, ska inte vara skyldiga att tillhandahålla tjänster, boende, förmåner, faciliteter, varor eller privilegier för högtidlighållandet eller firandet av ett äktenskap. Varje vägran enligt denna undersektion att tillhandahålla sådana tjänster, boende, förmåner, faciliteter, varor eller privilegier ska inte skapa några civilrättsliga anspråk eller talan. SEKT. 7. LAGSTADGAT FÖRBUD. (a) INGEN INVERKAN PÅ STATUS OCH FÖRMÅNER SOM INTE HÄRRÖR FRÅN ETT ÄKTENSKAP.—Ingenting i denna lag, eller någon ändring som görs av denna lag, ska tolkas för att förneka eller ändra någon förmån, status eller rätt för en på annat sätt berättigad enhet eller person som inte härrör från ett äktenskap, inklusive skattebefriad status, skattebehandling, utbildningsfinansiering eller ett bidrag, kontrakt, avtal, garanti, lån, stipendium, licens, certifiering, ackreditering, fordran eller försvar. (b) INGET FEDERALT ERKÄNNANDE AV POLYGAMA ÄKTENSKAP.—Ingenting i denna lag, eller någon ändring som görs av denna lag, ska tolkas som att den kräver eller godkänner federalt erkännande av äktenskap mellan fler än 2 individer. SEKT. 8. AVSKÄRBARHET. Om någon bestämmelse i denna lag, eller någon ändring som görs av denna lag, eller tillämpningen av sådan bestämmelse på någon person, enhet, regering eller omständighet, anses vara grundlagsstridig, ska resten av denna lag eller någon ändring som gjorts därigenom, eller tillämpningen av en sådan bestämmelse på alla andra personer, enheter, regeringar eller omständigheter inte påverkas. |

## Legislativ utveckling

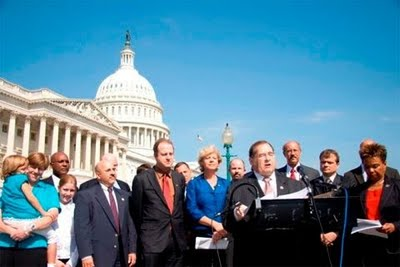
Kongressmannen Jerry Nadler introducerar Respect for Marriage Act, 2009.

Respect for Marriage Act introducerades i USA:s kongress för första gången år 2009 av kongressmannen Jerry Nadler från New York. Den här har därefter introducerats åter vid flera tillfällen, men har aldrig gått vidare utskott och ställas upp för votering.

### 117:e kongressen
Det var vid den 117:e kongressen som Respect for Marriage Act för första gången gjorde legislativa framsteg i kongressen. Efter att Högsta domstolen ogiltigförklarad den konstitutionella rätten till abort i Dobbs mot Jackson Women's Health Organization i juni 2022 blev flera politiker oroade att den konstitutionella rätten för samkönade par att gifta sig var i fara. Detta med anledning av att HD-domaren Clarence Thomas i sin motivering till beslutet argumenterat för att se över liknande fall så som Obergefell mot Hodges från 2015.
Jerry Nadler, nu ordförande för justitieutskottet, tillsammans med kongressmannen David Cicilline samt senatorerna Dianne Feinstein, Tammy Baldwin och Susan Collins introducerade Respect for Marriage Act i de båda kamrarna i juli 2022. Även blandäktenskap var inkluderat i lagförslaget för att kodifiera Loving mot Virginia från 1967.

#### Votering i representanthuset
Respect for Marriage Act ställdes upp för votering i representanthuset den 19 juli 2022 och gick igenom med rösterna 267–157. Alla 220 demokrater röstade ja och bland republikanerna röstade 47 ja, 157 nej samt sju stycken närvarade ej. Efter att lagförslaget ändrats i senaten krävde USA:s konstitution att även denna version behövde godkännas av representanthuset för att förslaget ska kunna gå vidare till presidenten. Den 8 december 2022 godkände representanthuset senatens reviderade lagtext. Alla 219 demokrater tillsammans med 39 republikaner röstade ja, 169 republikaner röstade nej, en republikan, Burgess Owens, röstade blankt samt fyra ledamöter var ej närvarande.

#### Votering i senaten

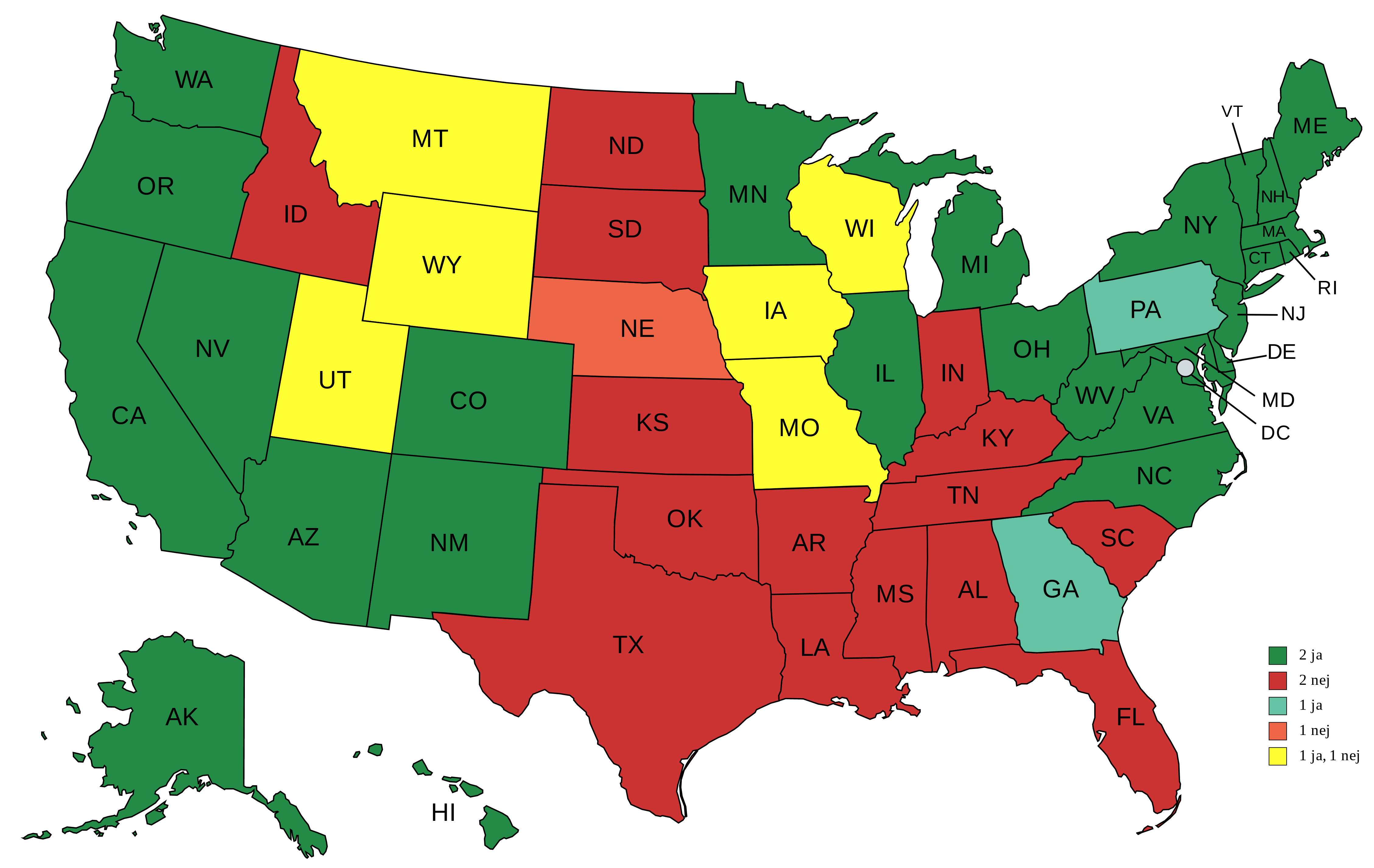
Karta över hur senatorerna från varje delstat röstade.

När Respect for Marriage Act skickades till senaten från representanthuset var det oklart om den skulle klara av att få de 60 röster som är nödvändigt för att avsluta en filibuster. Till slut kunde en kompromiss presenteras där lagtexten förtydligades för att garantera religionsfrihet och fortsatt förbud mot polygami. Den 29 november 2022 röstade senaten igenom den reviderade versionen med rösterna 61–36. Alla 49 demokrater och tolv republikaner röstade ja. 36 republikaner röstade emot och tre senatorer, en demokrat och två republikaner, var ej närvarande.
| Namn                   | Delstat        | Parti          | Röst |
| ---------------------- | -------------- | -------------- | ---- |
| Tammy Baldwin          | Wisconsin      | Demokraterna   | Ja   |
| John Barrasso          | Wyoming        | Republikanerna | Nej  |
| Michael Bennet         | Colorado       | Demokraterna   | Ja   |
| Marsha Blackburn       | Tennessee      | Republikanerna | Nej  |
| Richard Blumenthal     | Connecticut    | Demokraterna   | Ja   |
| Roy Blunt              | Missouri       | Republikanerna | Ja   |
| Cory Booker            | New Jersey     | Demokraterna   | Ja   |
| John Boozman           | Arkansas       | Republikanerna | Nej  |
| Mike Braun             | Indiana        | Republikanerna | Nej  |
| Sherrod Brown          | Ohio           | Demokraterna   | Ja   |
| Richard Burr           | North Carolina | Republikanerna | Ja   |
| Maria Cantwell         | Washington     | Demokraterna   | Ja   |
| Shelley Moore Capito   | West Virginia  | Republikanerna | Ja   |
| Ben Cardin             | Maryland       | Demokraterna   | Ja   |
| Thomas Carper          | Delaware       | Demokraterna   | Ja   |
| Robert P. Casey        | Pennsylvania   | Demokraterna   | Ja   |
| Bill Cassidy           | Louisiana      | Republikanerna | Nej  |
| Susan Collins          | Maine          | Republikanerna | Ja   |
| Chris Coons            | Delaware       | Demokraterna   | Ja   |
| John Cornyn            | Texas          | Republikanerna | Nej  |
| Catherine Cortez Masto | Nevada         | Demokraterna   | Ja   |
| Tom Cotton             | Arkansas       | Republikanerna | Nej  |
| Kevin Cramer           | North Dakota   | Republikanerna | Nej  |
| Mike Crapo             | Idaho          | Republikanerna | Nej  |
| Ted Cruz               | Texas          | Republikanerna | Nej  |
| Steve Daines           | Montana        | Republikanerna | Nej  |
| Tammy Duckworth        | Illinois       | Demokraterna   | Ja   |
| Richard Durbin         | Illinois       | Demokraterna   | Ja   |
| Joni Ernst             | Iowa           | Republikanerna | Ja   |
| Dianne Feinstein       | Kalifornien    | Demokraterna   | Ja   |
| Deb Fischer            | Nebraska       | Republikanerna | Nej  |
| Kirsten Gillibrand     | New York       | Demokraterna   | Ja   |
| Lindsey Graham         | South Carolina | Republikanerna | Nej  |
| Chuck Grassley         | Iowa           | Republikanerna | Nej  |
| Bill Hagerty           | Tennessee      | Republikanerna | Nej  |
| Maggie Hassan          | New Hampshire  | Demokraterna   | Ja   |
| Josh Hawley            | Missouri       | Republikanerna | Nej  |
| Martin Heinrich        | New Mexico     | Demokraterna   | Ja   |
| John Hickenlooper      | Colorado       | Demokraterna   | Ja   |
| Mazie Hirono           | Hawaii         | Demokraterna   | Ja   |
| John Hoeven            | North Dakota   | Republikanerna | Nej  |
| Cindy Hyde-Smith       | Mississippi    | Republikanerna | Nej  |
| Jim Inhofe             | Oklahoma       | Republikanerna | Nej  |
| Ron Johnson            | Wisconsin      | Republikanerna | Nej  |
| Tim Kaine              | Virginia       | Demokraterna   | Ja   |
| Mark E. Kelly          | Arizona        | Demokraterna   | Ja   |
| John Neely Kennedy     | Louisiana      | Republikanerna | Nej  |
| Angus King             | Maine          | Oberoende      | Ja   |
| Amy Klobuchar          | Minnesota      | Demokraterna   | Ja   |
| James Lankford         | Oklahoma       | Republikanerna | Nej  |
| Patrick Leahy          | Vermont        | Demokraterna   | Ja   |
| Mike Lee               | Utah           | Republikanerna | Nej  |
| Ben Ray Luján          | New Mexico     | Demokraterna   | Ja   |
| Cynthia Lummis         | Wyoming        | Republikanerna | Ja   |
| Joe Manchin            | West Virginia  | Demokraterna   | Ja   |
| Ed Markey              | Massachusetts  | Demokraterna   | Ja   |
| Roger Marshall         | Kansas         | Republikanerna | Nej  |
| Mitch McConnell        | Kentucky       | Republikanerna | Nej  |
| Bob Menendez           | New Jersey     | Demokraterna   | Ja   |
| Jeff Merkley           | Oregon         | Demokraterna   | Ja   |
| Jerry Moran            | Kansas         | Republikanerna | Nej  |
| Lisa Murkowski         | Alaska         | Republikanerna | Ja   |
| Chris Murphy           | Connecticut    | Demokraterna   | Ja   |
| Patty Murray           | Washington     | Demokraterna   | Ja   |
| Jon Ossoff             | Georgia        | Demokraterna   | Ja   |
| Alex Padilla           | Kalifornien    | Demokraterna   | Ja   |
| Rand Paul              | Kentucky       | Republikanerna | Nej  |
| Gary Peters            | Michigan       | Demokraterna   | Ja   |
| Rob Portman            | Ohio           | Republikanerna | Ja   |
| Jack Reed              | Rhode Island   | Demokraterna   | Ja   |
| Jim Risch              | Idaho          | Republikanerna | Nej  |
| Mitt Romney            | Utah           | Republikanerna | Ja   |
| Jacky Rosen            | Nevada         | Demokraterna   | Ja   |
| Mike Rounds            | South Dakota   | Republikanerna | Nej  |
| Marco Rubio            | Florida        | Republikanerna | Nej  |
| Bernie Sanders         | Vermont        | Oberoende      | Ja   |
| Ben Sasse              | Nebraska       | Republikanerna | -    |
| Brian Schatz           | Hawaii         | Demokraterna   | Ja   |
| Charles Schumer        | New York       | Demokraterna   | Ja   |
| Tim Scott              | South Carolina | Republikanerna | Nej  |
| Rick Scott             | Florida        | Republikanerna | Nej  |
| Jeanne Shaheen         | New Hampshire  | Demokraterna   | Ja   |
| Richard Shelby         | Alabama        | Republikanerna | Nej  |
| Kyrsten Sinema         | Arizona        | Demokraterna   | Ja   |
| Tina Smith             | Minnesota      | Demokraterna   | Ja   |
| Debbie Stabenow        | Michigan       | Demokraterna   | Ja   |
| Dan Sullivan           | Alaska         | Republikanerna | Ja   |
| Jon Tester             | Montana        | Demokraterna   | Ja   |
| John Thune             | South Dakota   | Republikanerna | Nej  |
| Thom Tillis            | North Carolina | Republikanerna | Ja   |
| Pat Toomey             | Pennsylvania   | Republikanerna | -    |
| Tommy Tuberville       | Alabama        | Republikanerna | Nej  |
| Chris Van Hollen       | Maryland       | Demokraterna   | Ja   |
| Mark Warner            | Virginia       | Demokraterna   | Ja   |
| Raphael Warnock        | Georgia        | Demokraterna   | -    |
| Elizabeth Warren       | Massachusetts  | Demokraterna   | Ja   |
| Sheldon Whitehouse     | Rhode Island   | Demokraterna   | Ja   |
| Roger Wicker           | Mississippi    | Republikanerna | Nej  |
| Ron Wyden              | Oregon         | Demokraterna   | Ja   |
| Todd Young             | Indiana        | Republikanerna | Ja   |

#### Underteckning av president Biden

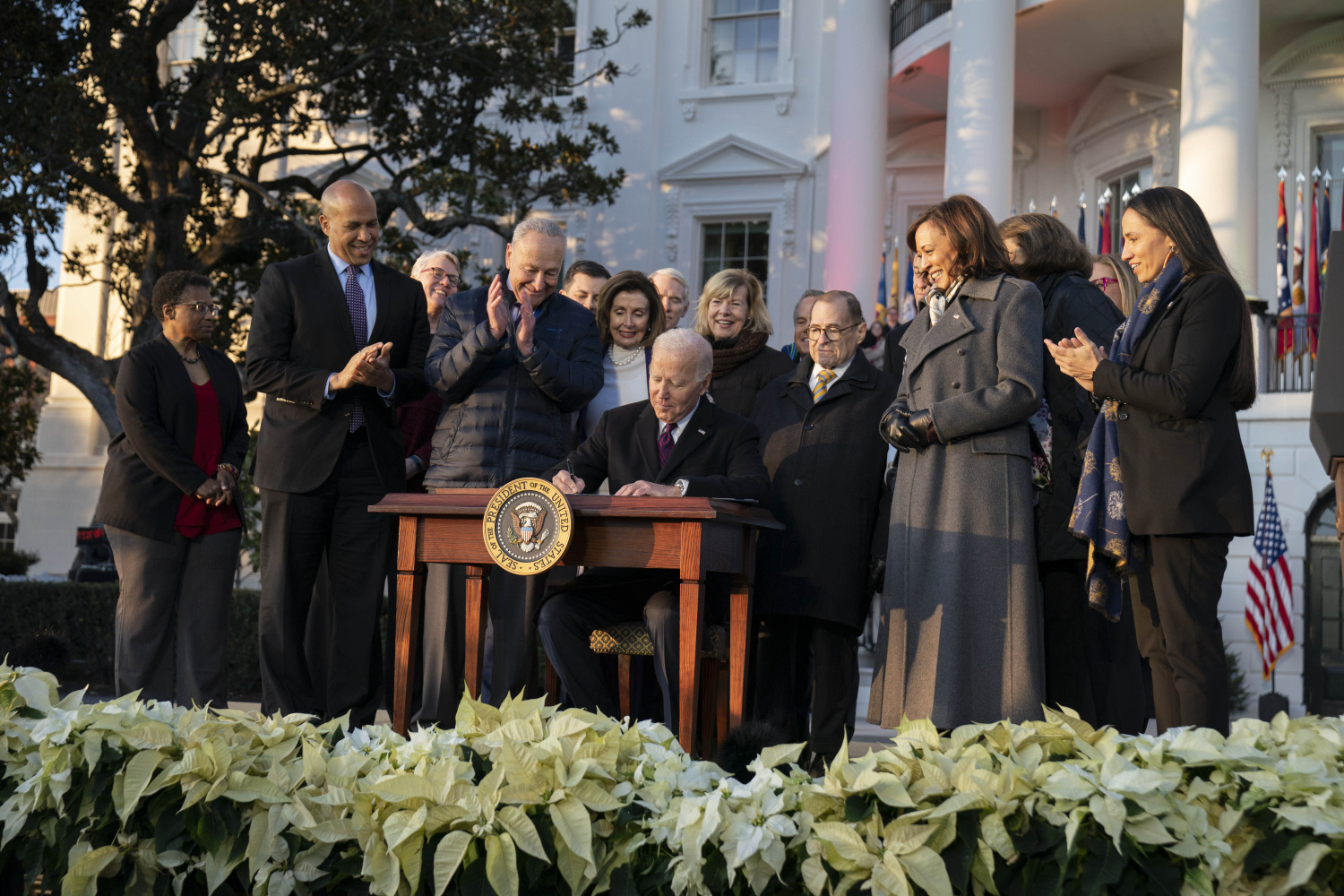
President Joe Biden skriver under Respect for Marriage Act.

Den 13 december 2022 skrev president Joe Biden under lagen i en ceremoni utanför Vita huset med drygt 2 000 gäster. Bland talarna fanns vicepresident Kamala Harris, representanthusets talman Nancy Pelosi och senatens majoritetsledare Charles Schumer. Artisterna Sam Smith och Cyndi Lauper bidrog med musik.

## Allmän opinion

Allmän opinion för samkönade äktenskap i USA per delstat, 2022:
Majoritet stödjer samkönade äktenskap — 80–85%
Majoritet stödjer samkönade äktenskap — 70–79%
Majoritet stödjer samkönade äktenskap — 60–69%
Majoritet stödjer samkönade äktenskap — 50–59%
Pluralitet stödjer samkönade äktenskap — 49%

Stödet för samkönade äktenskap i USA har stadigt ökat med tiden. Enligt en gallupundersökning från 2021 var 73 procent av amerikanare positiva. Bland demokrater är andelen 83 procent och bland republikaner 55 procent. En majoritet stödjer samkönade äktenskap i alla delstater förutom Alabama, Arkansas och Mississippi. Högst stöd finns i Massachusetts med 85 procent av invånarna.
Respect for Marriage Act har fått stöd av bland andra; Jesu Kristi Kyrka av Sista Dagars Heliga, Episkopalkyrkan i USA och Log Cabin Republicans.